# Falcon Village
Falcon Village es un lugar designado por el censo ubicado en el condado de Starr en el estado estadounidense de Texas. En el Censo de 2010 tenía una población de 47 habitantes y una densidad poblacional de 21,78 personas por km².

## Geografía
Falcon Village se encuentra ubicado en las coordenadas 26°33′54″N 99°8′3″O / 26.56500, -99.13417. Según la Oficina del Censo de los Estados Unidos, Falcon Village tiene una superficie total de 2.16 km², de la cual 2.16 km² corresponden a tierra firme y (0%) 0 km² es agua.

## Demografía
Según el censo de 2010, había 47 personas residiendo en Falcon Village. La densidad de población era de 21,78 hab./km². De los 47 habitantes, Falcon Village estaba compuesto por el 100% blancos, el 0% eran afroamericanos, el 0% eran amerindios, el 0% eran asiáticos, el 0% eran isleños del Pacífico, el 0% eran de otras razas y el 0% pertenecían a dos o más razas. Del total de la población el 78.72% eran hispanos o latinos de cualquier raza.